# James Alfred Van Allen
James Alfred Van Allen, ameriški fizik, * 7. september 1914, Mount Pleasant, Iowa, ZDA, † 9. avgust 2006, Iowa City, ZDA. 
Van Allen je bil sin odvetnika. Diplomiral je leta 1935 na kolidžu Iowa Wesleyan v svojem rojstnem mestu. Že med študijem je začel meriti jakost kozmičnih žarkov. Po diplomi je nadaljeval študij na državni Univerzi Iowe v Amesu, kjer je doktoriral leta 1939. Od leta 1951 je bil predstojnik oddelka za fiziko na državni Univerzi Iowe. Januarja in marca 1958 je na tej univerzi s pomočjo Geiger-Müllerjevih števcev, nameščenih na prvem uspešnem ameriškem umetnem satelitu Explorer 1 in 3 odkril Van Allenove sevalne pasove okrog Zemlje. S satelitom Sputnik 2 sta jih istega leta na osnovi podobnih podatkov odkrila tudi Vernov in Čudakov. Van Allenove pasove so potrdili še decembra 1958 z balonom.